# Anatole-Joseph Toulotte
Anatole-Joseph Toulotte (Lisbourg, 7 gennaio 1852 – Roma, 23 gennaio 1907) è stato un vescovo cattolico e missionario francese. Sotto la sua guida furono stabilite le prime missioni dei padri bianchi nel Sudan francese (l'attuale Mali) a Ségou e Timbuktu. Persona solitaria, ascetica, non era un leader naturale e la sua salute ne soffrì. Si ritirò nel 1897 a causa dell'esaurimento fisico e mentale dopo un lungo viaggio nell'Africa Occidentale Francese. È noto per l'essere coautore di una storia monumentale dell'Africa cristiana nei tempi antichi.

## Biografia
Anatole-Joseph Toulotte nacque a Lisbourg, nel Pas-de-Calais, il 7 gennaio 1852.

### Formazione e ministero sacerdotale
Frequentò il collegio di Montreuil per la sua istruzione secondaria. Nel 1871 entrò nel seminario maggiore di Arras. Fu ispirato da una visita di padre Félix Charmetant e decise di diventare missionario. Nel febbraio del 1873 arrivò ad Algeri con il suo co-discepolo Léonce Bridoux, futuro vescovo, per iniziare il periodo noviziato tra i Missionari d'Africa.
Il 24 ottobre 1874 fu ordinato presbitero. In seguito perfezionò il suo arabo e insegnò questa lingua nel noviziato. Nel 1875 fu eletto membro del consiglio generale dei Missionari d'Africa e ricevette anche la direzione del noviziato arabo. Fu poi assegnato alle missioni nel Sahara per due anni, dove conobbe il giovane padre Siméon Lourdel. Successivamente venne trasferito a Gerusalemme, nella prima comunità della sua congregazione che visse in questa città, dove rimase per due anni. Dimostrò una grande abilità nello studio delle lingue e dei documenti antichi. Era di carattere solitario e ascetico, e non sempre si adattava bene alla vita della comunità. Nel settembre del 1880 fu nominato assistente generale e tornò ad Algeri, dove il cardinale Charles Lavigerie gli assegnò anche la direzione del noviziato.
Pochi mesi dopo Toulotte si offrì volontario per partire in una spedizione pianificata per l'Africa equatoriale. Lavigerie lo nominò superiore della quarta carovana ma poi, forse a causa della carenza di personale, annullò questa missione e gli chiese di tornare a Gerusalemme. Due anni dopo, nel 1884, Toulotte fu assegnato a La Marsa, vicino a Tunisi, con altri tre ricercatori. Fu incaricato di preparare la pubblicazione di una storia monumentale dell'antica Africa cristiana. Continuò questo lavoro a Roma, in una nuova comunità stabilita lì nel 1886.

### Ministero episcopale
Il 2 giugno 1891 papa Leone XIII lo nominò vicario apostolico coadiutore del Sahara e Sudan e vescovo titolare di Tagaste. Lasciò Roma e tornò in Africa per assumere l'incarico. Ricevette l'ordinazione episcopale il 12 luglio successivo nella cattedrale di San Filippo ad Algeri dal vescovo di Costantina Barthélemy Clément Combes, co-consacranti il vescovo di Orano Géraud-Marie Soubrier e il vescovo titolare di Acanda Léon-Antoine-Augustin-Siméon Livinhac. In questa cerimonia comparvero per la prima volta i Frères Armés du Sahara. Questa era una forza di fratelli laici dediti alla liberazione e alla protezione degli schiavi. Indossavano quella che venne definita una "divisa da opera comica", con una croce rossa sul petto e una croce d'oro sormontata da un pennacchio rosso sul casco. La stampa francese ridicolizzò e insultò i "briganti cattolici del Sahara", che furono sciolti nell'ottobre del 1892.
Toulotte era un accademico meticoloso e un asceta solitario, non un leader. Il cardinale Lavigerie avrebbe preferito mettere a capo del vicariato Augustin Prosper Hacquard, ma il consiglio dei padri bianchi aveva scelto Toulotte per la sua santa reputazione.
Lavigerie morì ad Algeri il 26 novembre 1892. Monsignor Toulotte gli succedette immediatamente. In quel momento il vicariato aveva cinque missioni nel M'zab, ma nessuna nel Sudan francese. Toulotte si stabilì a Ghardaïa, in Algeria, e viaggiò molto per visitare le missioni esistenti dei padri bianchi e trovarne di nuove.
Toulotte decise di organizzare una missione in Sudan e nel 1894 ottenne il permesso di entrare nel Sudan dall'Africa Occidentale Francese, nell'ambito di una missione guidata da un francese. Il ministero delle colonie emise l'autorizzazione il 9 novembre 1894 e il 25 dicembre la prima carovana, composta da quattro padri bianchi, partì da Marsiglia. Hacquard era il capo di questo gruppo, che raggiunse Ségou, sul fiume Niger, il 1º aprile 1895. Monsignor Toulotte visitò Ségou e Timbuktu tra il 1896 e il 1897. Il viaggio durò diversi mesi e lo portò nel bacino del fiume Niger e fino alla costa atlantica. Alla fine giunsero a Conakry, nell'attuale Guinea. Ascetico e prodigo verso la sua salute, alla fine di questo viaggio era sfinito e sull'orlo di un esaurimento nervoso.
Al suo ritorno in Europa, monsignor Toulotte dichiarò di volersi ritirare. La sua richiesta fu immediatamente accettata dalla Santa Sede su consiglio del vescovo Léon Livinhac, superiore dei padri bianchi, che aveva notato il suo estremo esaurimento fisico e mentale.
Monsignor Toulotte si dimise il 18 ottobre 1897. Gli succedette monsignor Augustin Prosper Hacquard. Si ritirò a Roma, dove recuperò la sua salute vivendo una vita quasi eremitica.
Morì a Roma il 23 gennaio 1907 all'età di 55 anni. Lasciò una reputazione di grande santità.

## Opere
- con Joseph Mesnage, L'Afrique chrétienne: évêchés et ruines antiques d'après les manuscrits de Mgr Toulotte et les découvertes archéologiques les plus récentes; par le P. J. Mesnage, Description de l'Afrique du Nord. Musées et collections archéologiques de l'Algérie et de la Tunisie, vol. 17, Parigi, E. Leroux, 1912,  p. 592.
- con Stefano Antonio Morcelli, Géographie de l'Afrique chrétienne, vol. 1-4, Rennes / Montreuil-sur-Mer, impr. de Oberthur /  Impr. de Notre-Dame des Prés, 1892-1894.

## Genealogia episcopale
La genealogia episcopale è:
- Cardinale Scipione Rebiba
- Cardinale Giulio Antonio Santori
- Cardinale Girolamo Bernerio, O.P.
- Arcivescovo Galeazzo Sanvitale
- Cardinale Ludovico Ludovisi
- Cardinale Luigi Caetani
- Cardinale Ulderico Carpegna
- Cardinale Paluzzo Paluzzi Altieri degli Albertoni
- Papa Benedetto XIII
- Papa Benedetto XIV
- Papa Clemente XIII
- Cardinale Giovanni Francesco Albani
- Cardinale Carlo Rezzonico
- Cardinale Antonio Dugnani
- Arcivescovo Jean -Charles de Councy
- Arcivescovo Jean-Joseph-Marie-Victoire de Caos
- Cardinale Clément Villecourt
- Cardinale Charles-Martial-Allemand Lavigerie
- Vescovo Barthélemy Clément Combes
- Vescovo Anatole-Joseph Toulotte, M.Afr.